# گات د بیت
گات د بیت (انگلیسی: Got the Beat; کره‌ای: 갓더비트; لاتین‌نویسی اصلاح‌شده: Gatdeobiteu) یک سوپرگروه کره جنوبی و اولین زیر مجموعه گروه پروژه گرلز آن تاپ است. گات د بیت توسط اس‌ام انترتینمنت با هفت عضو تشکیل شد و شامل خواننده‌های دختری است که هم‌اکنون زیر نظر همین کمپانی فعالیت می‌کنند: خواننده انفرادی بوآ، ته‌یون و هیویون از گرلز جنریشن، سول‌گی و وندی از رد ولوت، کارینا و وینتر از اسپا.

## اعضا
- بوآ (کره‌ای: 보아)
- ته‌یون (کره‌ای: 태연) (گرلز جنریشن)
- هیویون (کره‌ای: 효연) (گرلز جنریشن)
- سول‌گی (کره‌ای: 슬기) (رد ولوت)
- وندی (کره‌ای: 웬디) (رد ولوت)
- کارینا (کره‌ای: 카리나) (اسپا)
- وینتر (کره‌ای: 윈터) (اسپا)

## ترانه‌شناسی

### آلبوم‌های چندآهنگه
| عنوان       | جزئیات                                                                             | بهترین جایگاه جدول | بهترین جایگاه جدول | فروش                               |
| عنوان       | جزئیات                                                                             | کره جتوبی          | ژاپن               | فروش                               |
| ----------- | ---------------------------------------------------------------------------------- | ------------------ | ------------------ | ---------------------------------- |
| Stamp on It | - انتشار: ۱۶ ژانویه ۲۰۲۳ - ناشر: اس‌ام - فرمت: سی‌دی، دانلود دیجیتال، استریم، اس‌ام‌سی | ۳                  | ۲۷                 | - KOR: 171,335 - JPN: 2,583 (Phy.) |

### تک‌آهنگ‌ها
| عنوان                                                                        | سال  | بهترین جایگاه جدول | بهترین جایگاه جدول | بهترین جایگاه جدول | بهترین جایگاه جدول | بهترین جایگاه جدول | بهترین جایگاه جدول | بهترین جایگاه جدول | بهترین جایگاه جدول | آلبوم             |
| عنوان                                                                        | سال  | KOR Circle         | KOR Hot            | JPN Hot            | NZ Hot             | SGP                | US World           | VIE Hot            | WW                 | آلبوم             |
| ---------------------------------------------------------------------------- | ---- | ------------------ | ------------------ | ------------------ | ------------------ | ------------------ | ------------------ | ------------------ | ------------------ | ----------------- |
| «Step Back»                                                                  | ۲۰۲۲ | ۴                  | ۶                  | ۶۹                 | ۱۹                 | ۱۹                 | ۵                  | ۱۹                 | ۱۱۶                | تک‌آهنگ بدون آلبوم |
| «Stamp on It»                                                                | ۲۰۲۳ | ۸۰                 | —                  | —                  | —                  | —                  | —                  | —                  | —                  | Stamp on It       |
| نشانهٔ «—» مواردی را نشان می‌دهد که در آن کشور منتشر نشده یا به جدول نرسیده‌اند |      |                    |                    |                    |                    |                    |                    |                    |                    |                   |